# Milan Lenuci
Milan Lenuci (Karlovac, 30. srpnja 1849. – Zagreb, 16. studenoga 1924.) bio je hrvatski urbanist i arhitekt poznat po Lenucijevoj potkovi.

## Životopis
Milan Lenuci, iako se rodio u Karlovcu 30. srpnja 1849., realnu je gimnaziju završio u Zagrebu 1868., dok je Visoku tehničku školu završio u Grazu 1873. gdje je i diplomirao. Ravnateljem Gradskog vodovoda postaje 1878. gdje ostaje do 1891. kada je izabran za ravnatelja Gradskog građevnog ureda. Isprva se, osim organiziranja komunalnih službi, bavio industrijskim oblikovanjem (tipski model stuba iz 1883), te arhitektonskim i prostornim projektiranjem.
Od 1891. intenzivirao je svoj urbanistički i arhitektonski rad. Radio je na oblikovanju i uređenju parkova i trgova Donjeg grada među kojima se naravno ističe njegova poznata potkova. Osim nje valja spomenuti i novo uređenje Kaptola, Dolca te Trga bana Jelačića (1893. – 1916.) u duhu historicističkog urbanizma. Radio je i na urbanizaciji istočnog dijela grada do parka Maksimir povezujući ta dva dijela širokom Avenijom. Generalna regulatorna osnova Zagreba koju je formulirao 1907. godine sinteza je njegova dotadašnjega urbanističkog planiranja i vizije Zagreba kao moderne metropole. Lenuci je umirovljen 1912 i umro u Zagrebu 1924. Pamtit će ga se kao osobu koja je postavila temelje urbanog Zagreba u 20. stoljeću.

## Vanjske poveznice
- Lenuci, Milan Hrvatska tehnička enciklopedija, portal hrvatske tehničke baštine. LZMK